# 国际教育协会
国际教育协会或稱國際教育機構（Institute of International Education），是一個以推廣國際教育的非政府組織()和非牟利組織(NPO)，於1919年在美國創立。協會在美國設7個辦公室，在海外其他地方開設13個辦公室，包括北京、埃及、匈牙利、香港、印度尼西亞、墨西哥、納米比亞、菲律賓、俄羅斯、泰國、烏克蘭和越南。協會為超過來自175個國家的20,000名學生服務，包括到美國和海外其他地方留學等。 

## 外部連結
- .   [2008-08-02]. （原始内容存档于2008-08-13）.